# Seilbahn Ochsenkopf-Nord
Die Seilbahn Ochsenkopf-Nord ist eine rund 2200 Meter lange Gondelbahn, die von Bischofsgrün im Fichtelgebirge auf den Gipfel des Ochsenkopfes führt. Vorgänger war eine kuppelbare Doppelsesselbahn, die bis 2023 auf derselben Trasse existierte.

## Geschichte

### Sesselbahnen

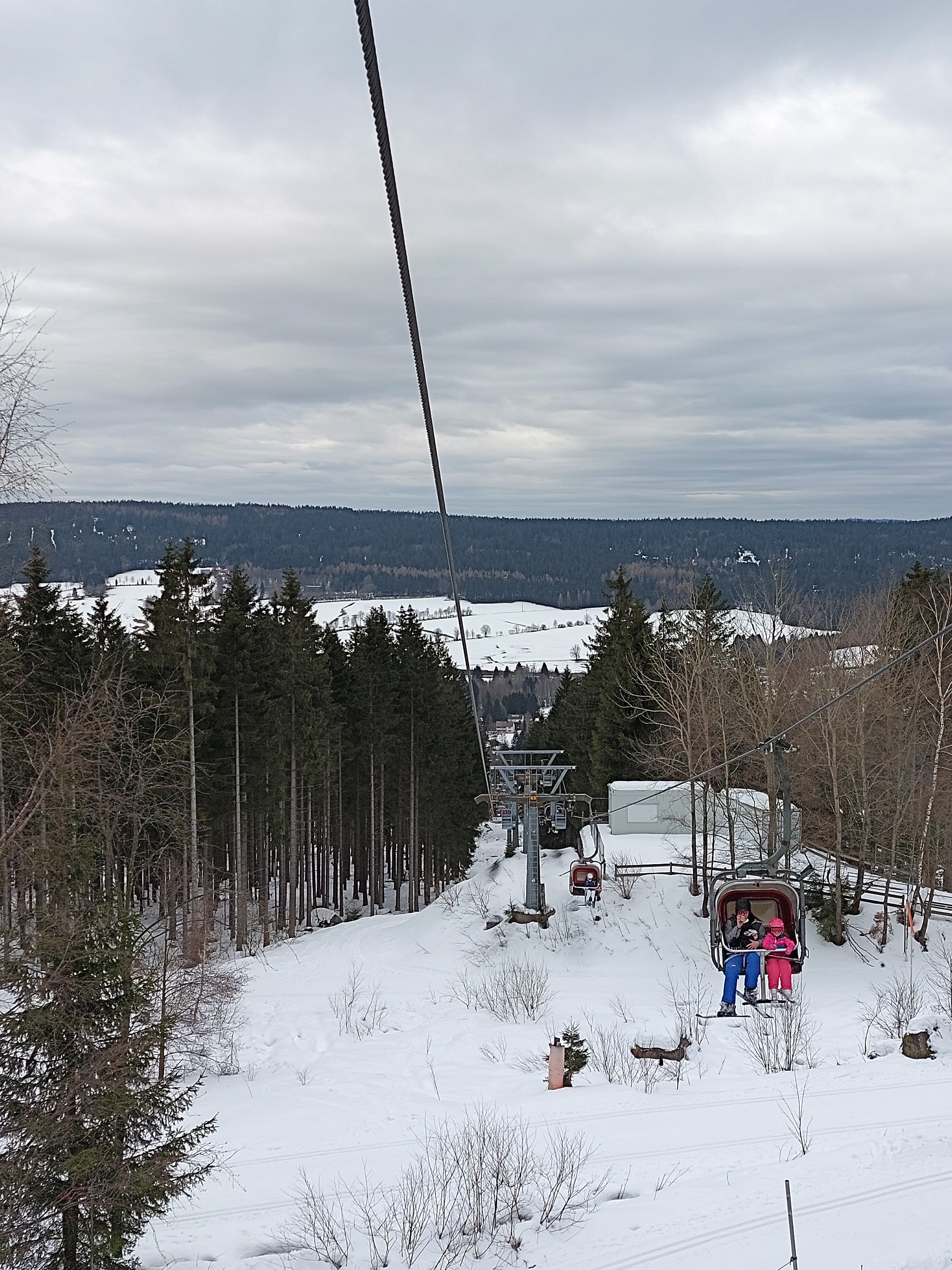
Sesselbahn im Februar 2022

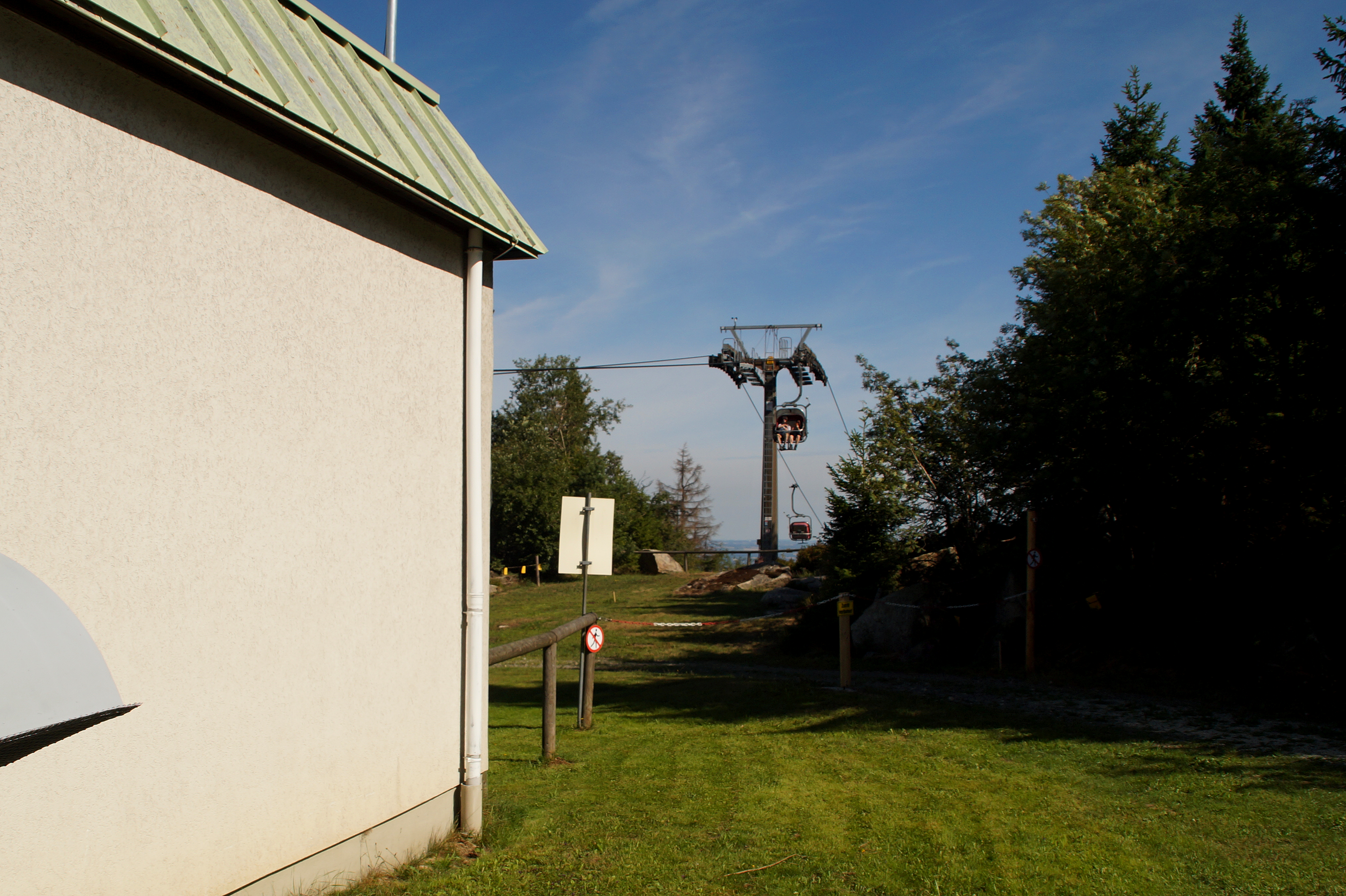
Bergstation der Sesselbahn

Mit einem Kostenaufwand von 3,3 Millionen DM wurde 1969 der Ochsenkopf mit einer der damals längsten Seilbahnen Deutschlands erschlossen. In den über 20 Jahren ihres Betriebs wurden fast 9 Millionen Fahrgäste auf den Gipfel befördert. Die Fahrzeit von 18 Minuten wurde vor allem an kalten und regnerischen Tagen vielfach als unangenehm lang empfunden.
Die zweite Sesselbahn Ochsenkopf-Nord wurde im Jahr 1991 vom italienischen Seilbahnhersteller Leitner aus Sterzing gebaut. Da die Zweisitzer-Kabinen zum Ein- und Ausstieg vom Förderseil abgekuppelt wurden, lief jenes mit nahezu doppelter Geschwindigkeit um. Ein besserer Wind-, Wetter- und Kälteschutz wurde durch bewegliche Plastikkuppeln (Wetterschutzhaube 2-CLD/B) erreicht, die die Sitzbänke vollständig überdeckten, während der Fahrt aber geöffnet werden konnten. Im Winterbetrieb konnten rund 1000 Personen pro Stunde befördert werden, was einer Steigerung von 66 % entsprach. In der Winter-Hochsaison stieß die Bahn dennoch regelmäßig an ihre Kapazitätsgrenzen. Im Jahr 2015 wurde deutlich, dass es keine Ersatzteile mehr für die Seilbahn geben werde. 2018 beschloss der Zweckverband zur Förderung des Tourismus und des Wintersports im Fichtelgebirge daher die zeitlich versetzte Erneuerung der Seilbahnen Süd und Nord. Am 20. März 2023 wurde die Seilbahn Nord – weltweit eine von nur dreien ihrer Art – stillgelegt.

### Gondelbahn
Innerhalb von neun Monaten wurde die bisherige Doppelsesselbahn mit 21 Masten abgebrochen und durch eine kuppelbare 10er-Gondelbahn mit nur noch 17 Masten ersetzt. Die Seilbahnachse blieb unverändert, die Tal- und die Bergstation sollten zunächst in der bisherigen Form bestehen bleiben. Die Mittelstation sollte um 25 Meter in Richtung Tal verschoben und als einseitige Ganzjahresstation mit Funktionsbauten und neuer Pistenanbindung errichtet werden. Garagierungsgebäude sollten sich an der Bergstation befinden. Der Neubau sollte 16 Millionen Euro kosten.
Während der Arbeiten wurde jedoch der Bau einer neuen, gemeinsamen Bergstation für die Bahnen Nord und Süd geplant. Bereits im Oktober 2023 konnte das neue Seil installiert werden. Es ist rund 4500 m lang und 43 t schwer, sein Durchmesser beträgt 48 mm. Die erste von 40 neuen Gondeln mit einem Gewicht von 850 kg traf am 26. Oktober am Ochsenkopf ein. Ein erster Probelauf fand im November 2023 statt.
Die neue Seilbahn Ochsenkopf Nord ist barrierefrei, auch die Tal- und eine Mittelstation wurden neu errichtet. Letztere passieren die Gondeln bei der Talfahrt ohne Halt. Für maximal 50 Gondeln entstand in der Talstation eine Garage. Die Kosten stiegen auf 25,63 Euro, wovon der bayerische Staat 7,69 Euro übernahm. Am 22. Dezember 2023 wurde die Bahn offiziell eröffnet; wegen eines Sturms konnte sie an jenem Tag aber nicht betrieben werden. Die „Jungfernfahrt“ fand daher erst am 27. Dezember statt.

## Betrieb
Gemeinsam mit der in Fleckl beginnenden Seilbahn Ochsenkopf-Süd erschließt die Bahn im Winter das Skigebiet des Ochsenkopfs. Im Sommer steht seit 1978 eine Sommerrodelbahn in Form einer Edelstahl-Wannenbahn zur Verfügung, deren Startbereich über die Mittelstation der Sesselbahn erreicht werden konnte. Die Rodelschlitten dieser Bahn wurden zum Bergtransport an die Liftsessel angehängt. Zusätzlich wurde an der Talstation im Sommer 2015 ein schienengeführter, ganzjahrestauglicher Alpine-Coaster mit integriertem Bergauf-Lifter eröffnet.